# František Novotný
František Novotný (26 de novembro de 1896, Stašov - janeiro de 1963, Praga) foi um Engenheiro Aeronáutico checoslovaco.
Ele trabalhou pela Letov e a partir de 1930 na Avia. Sua aeronave mais famosa, criação da qual ela participou, foi o caça pré-Segunda Guerra Mundial Avia B-534.